# Upper Austria Ladies Linz 2017
Upper Austria Ladies Linz 2017 — жіночий тенісний турнір, що проходив на закритих кортах з твердим покриттям. Це був 31-й за ліком Linz Open. Належав до категорії International у рамках Туру WTA 2017. Відбувся на TipsArena Linz у Лінці (Австрія). Тривав з 9 до 15 жовтня 2017 року.

## Очки і призові

### Нарахування очок
| Дисципліна       | П   | Ф   | ПФ  | ЧФ | 1/8 | 1/16 | Q   | Q2  | Q1  |
| Одиночний розряд | 280 | 180 | 110 | 60 | 30  | 1    | 18  | 12  | 1   |
| Парний розряд    | 280 | 180 | 110 | 60 | 1   | Н/Д  | Н/Д | Н/Д | Н/Д |

### Призові гроші
| Дисципліна       | П       | Ф       | ПФ      | ЧФ     | 1/8    | 1/161  | Q2     | Q1   |
| Одиночний розряд | $43,000 | $21,400 | $11,500 | $6,200 | $3,420 | $2,220 | $1,285 | $750 |
| Парний розряд *  | $12,300 | $6,400  | $3,435  | $1,820 | $960   | Н/Д    | Н/Д    | Н/Д  |

1 Кваліфаєри отримують і призові гроші 1/16 фіналу

* на пару

## Учасниці основної сітки в одиночному розряді

### Сіяні
| Країна     | Гравчиня             | Рейтинг1 | Сіяна |
| ---------- | -------------------- | -------- | ----- |
| Словаччина | Магдалена Рибарикова | 28       | 1     |
| Чехія      | Барбора Стрицова     | 29       | 2     |
| Нідерланди | Кікі Бертенс         | 30       | 3     |
| Естонія    | Анетт Контавейт      | 36       | 4     |
| Румунія    | Сорана Кирстя        | 44       | 5     |
| Чехія      | Катерина Сінякова    | 49       | 6     |
| Німеччина  | Татьяна Марія        | 54       | 7     |
| Румунія    | Моніка Нікулеску     | 65       | 8     |

- Рейтинг станом на 2 жовтня 2017

### Інші учасниці
Нижче наведено учасниць, які отримали вайлдкард на участь в основній сітці:
- Белінда Бенчич
- Анна-Лена Фрідзам
- Барбара Гаас

Нижче наведено гравчинь, які пробились в основну сітку через стадію кваліфікації:
- Міхаела Бузернеску
- Яна Фетт
- Вікторія Кужмова
- Вікторія Томова

Як щасливий лузер в основну сітку потрапили такі гравчині:
- Наомі Броді

### Знялись з турніру
До початку турніру
- Мона Бартель → її замінила  Деніса Аллертова
- Домініка Цібулкова → її замінила  Вікторія Голубич
- Осеан Доден → її замінила  Алісон ван Ейтванк
- Каміла Джорджі → її замінила  Наомі Броді
- Олена Остапенко → її замінила  Медісон Бренгл
- Луціє Шафарова → її замінила  Яна Чепелова
- Маркета Вондроушова → її замінила  Унс Джабір

### Завершили кар'єру
- Моніка Нікулеску

## Учасниці основної сітки в парному розряді

### Сіяні
| Країна     | Гравчиня          | Країна     | Гравчиня            | Рейтинг1 | Сіяна |
| ---------- | ----------------- | ---------- | ------------------- | -------- | ----- |
| Нідерланди | Кікі Бертенс      | Швеція     | Юганна Ларссон      | 49       | 1     |
| Польща     | Алісія Росольська | США        | Абігейл Спірс       | 81       | 2     |
| Бельгія    | Кірстен Фліпкенс  | Нідерланди | Демі Схюрс          | 82       | 3     |
| Україна    | Надія Кіченок     | Австралія  | Анастасія Родіонова | 185      | 4     |

- 1 Рейтинг подано станом на 2 жовтня 2017

### Інші учасниці
Нижче наведено пари, які отримали вайлдкард на участь в основній сітці:
- Белінда Бенчич /  Барбара Гаас
- Нікола Гоєр /  Анна Цая

## Переможниці

### Одиночний розряд
- Барбора Стрицова —  Магдалена Рибарикова, 6–4, 6–1

### Парний розряд
- Кікі Бертенс /  Юганна Ларссон —  Дзаламідзе Натела Георгіївна /  Ксенія Нолл, 3–6, 6–3, [10–4]